# Fuentelapeña
Fuentelapeña – gmina w Hiszpanii, w prowincji Zamora, w Kastylii i León, o powierzchni 58,19 km². W 2011 roku gmina liczyła 814 mieszkańców.